# Großenohe
Großenohe ist ein Gemeindeteil der Marktes Hiltpoltstein im Landkreis Forchheim (Oberfranken, Bayern).

## Geografie

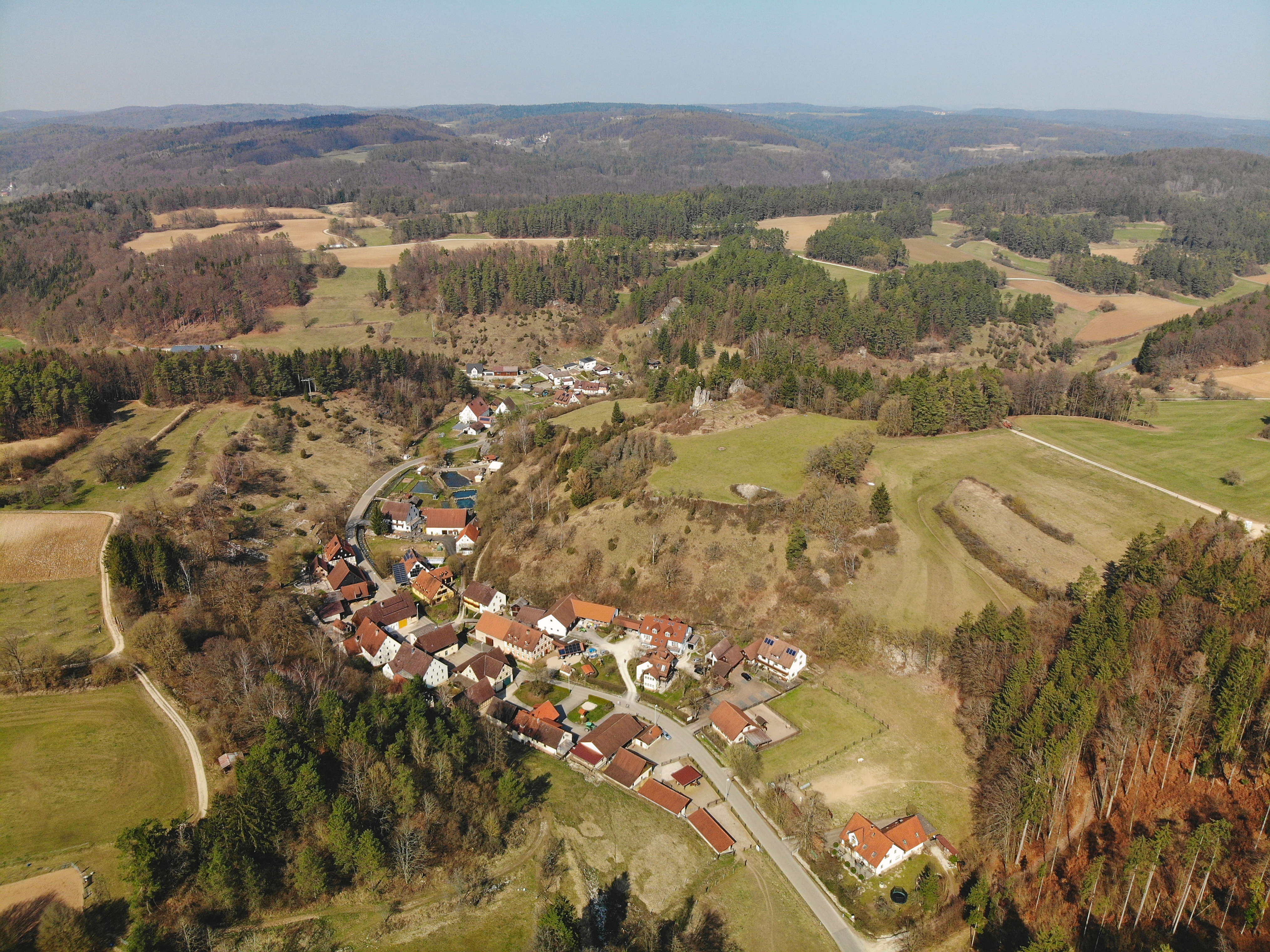
Luftaufnahme von Großenohe

Das Dorf liegt im nordwestlichen Teil der Pegnitz-Kuppenalb etwa zweieinhalb Kilometer nordwestlich von Hiltpoltstein auf 415 m ü. NHN.

## Geschichte
Während des Mittelalters gelangte Großenohe unter die Landeshoheit des Hochstifts Bamberg. Die Hochgerichtsbarkeit über den Ort hatte dabei seit dem Beginn des 16. Jahrhunderts das nürnbergische Pflegamt Hiltpoltstein. Dagegen besaß das zum Hochstift Bamberg gehörende Vogteiamt Regensberg die Grundherrschaft über alle zehn Anwesen des Dorfes und übte auch die Dorf- und Gemeindeherrschaft aus. 1803 wurde der Ort entsprechend der im Haupt-Landes-Grenz- und Purifikationsvergleich zwischen dem Königreich Preußen und Kurpfalz-Bayern vereinbarten Bedingungen dem preußischen Ansbach-Bayreuth übergeben und damit später ein Bestandteil des Eschenauer Straßendistrikts, einer Korridorverbindung über eine Militärstraße der die beiden geografisch voneinander getrennten Teile dieses Territoriums. Nach der preußischen Niederlage im Vierten Koalitionskrieg wurde das Dorf zusammen mit dem gesamten Fürstentum Bayreuth 1807 einer vom Französischen Kaiserreich eingesetzten Militärverwaltung unterstellt. Mit dem käuflichen Erwerb im Jahr 1810 durch das Königreich Bayern dieses Fürstentums wurde Großenohe bayerisch.
Durch die Verwaltungsreformen zu Beginn des 19. Jahrhunderts im Königreich Bayern wurde Großenohe mit dem Zweiten Gemeindeedikt 1818 eine Ruralgemeinde, zu der die beiden Dörfer Kappel und Kemmathen sowie die Einöde Spiesmühle gehörten. 1829 schloss sich die aus Schossaritz und Almos bestehende Landgemeinde Schossaritz auf eigenen Wunsch dieser Gemeinde an und die vergrößerte Gemeinde führte den Namen Kappel. Im Zuge der Gebietsreform in Bayern wurde Großenohe zusammen mit der gesamten Gemeinde Kappel am 1. Mai 1978 in den Markt Hiltpoltstein eingegliedert. Im Jahr 2019 zählte Großenohe 74 Einwohner.

## Verkehr
Die Anbindung an das öffentliche Straßennetz wird durch eine Gemeindeverbindungsstraße hergestellt, die zwischen Kemmathen und Kappel von der Bundesstraße 2 abzweigt und nordwärts nach Großenohe führt, wo sie nach dem Ort in ostnordöstlicher Richtung nach Schossaritz weiterverläuft.

## Baudenkmäler

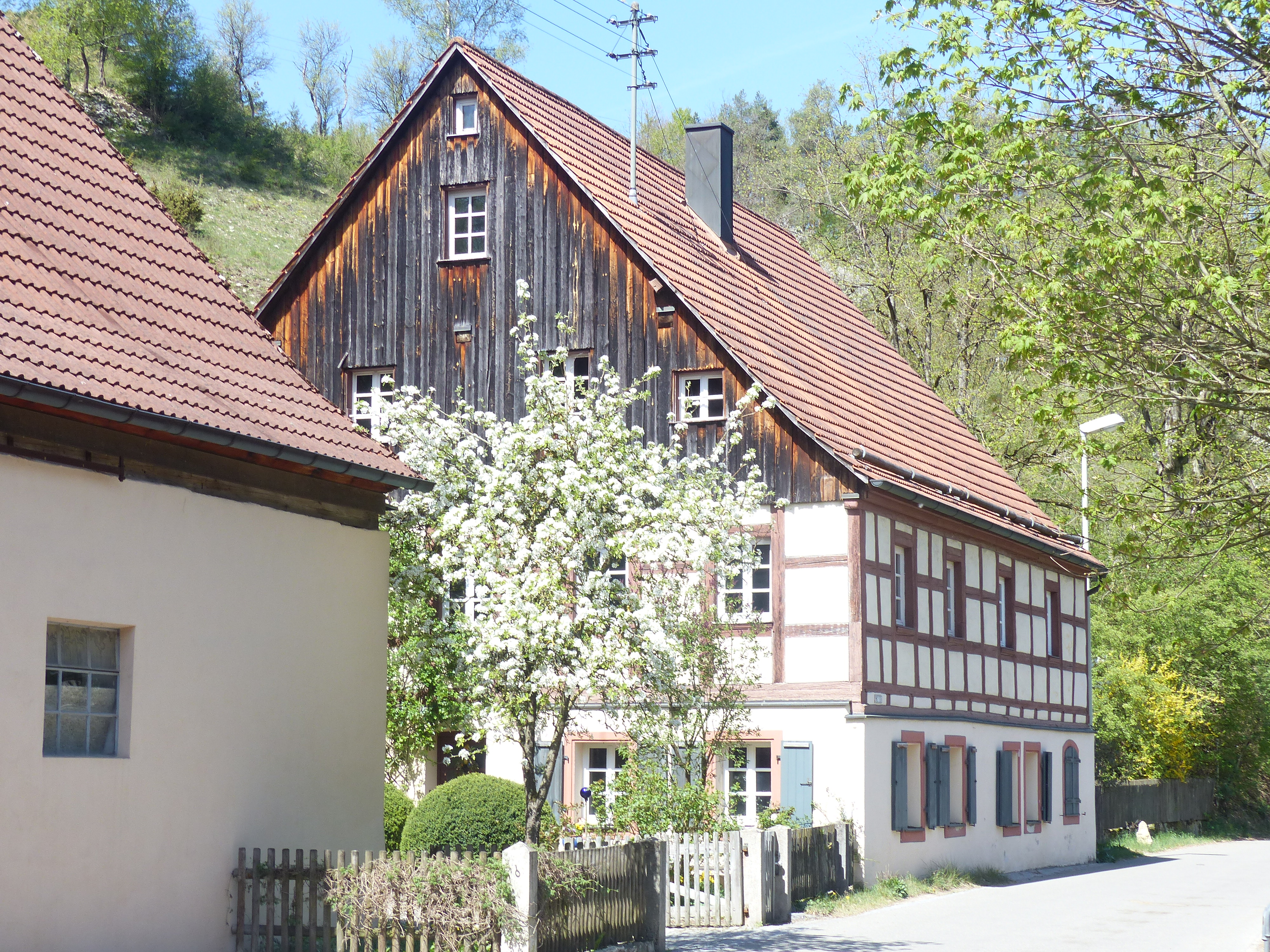
Aus dem 18./19. Jahrhundert stammendes Bauernhaus des Anwesen Großenohe 8

In Großenohe befinden sich zwei denkmalgeschützte Bauwerke, darunter ein aus dem 18./19. Jahrhundert stammender Bauernhof.